# Rhode
Rhode es un género de arañas araneomorfas de la familia Dysderidae. Se encuentra en  el oeste de la Cuenca del Mediterráneo.

## Lista de especies
Según The World Spider Catalog 12.0:
- Rhode aspinifera (Nikolic, 1963)
- Rhode baborensis Beladjal & Bosmans, 1996
- Rhode biscutata Simon, 1893
- Rhode magnifica Deeleman-Reinhold, 1978
- Rhode scutiventris Simon, 1882
- Rhode stalitoides Deeleman-Reinhold, 1978
- Rhode subterranea (Kratochvíl, 1935)
- Rhode tenuipes (Simon, 1882)
- Rhode testudinea Pesarini, 1982